# Artur Jurczyszyn
Zawartość tej strony może naruszać prawa autorskie.
Tekst źródłowy prawdopodobnie pochodzi z:
http://jurczyszyn.zdrowemiasto.pl/hematolog/
https://ilcm2023.syskonf.pl/Wykladowcy
1. Nie usuwaj tego szablonu. Zostanie on usunięty, jeżeli prawa autorskie tego artykułu zostaną wyjaśnione.
2. Jeżeli potrafisz, napisz artykuł tak, aby nie naruszał praw autorskich.
3. Jeżeli masz prawa autorskie do tej treści lub masz zgodę na publikację zgodną z naszą licencją, prosimy, napisz o tym na stronie dyskusji tego artykułu i na stronie Wikipedia:Lista NPA oraz zastosuj procedurę zamieszczania haseł wcześniej opublikowanych.
4. Artykuł zostanie usunięty, jeżeli status praw autorskich do zawartych w nim treści nie zostanie wyjaśniony.

Powielanie materiałów chronionych prawami autorskimi – bez zezwolenia właściciela tych praw – jest pogwałceniem obowiązującego prawa, jest też sprzeczne z ustaleniami Wikipedii. Osobom, które regularnie wstawiają takie materiały, może zostać odebrane uprawnienie edytowania Wikipedii.
Artur Jan Jurczyszyn (ur. 17 czerwca 1971 w Przemyślu) – polski lekarz, prof. dr hab. nauk medycznych, Kierownik Ośrodka Leczenia Dyskrazji Plazmocytowych w Katedrze i Klinice Hematologii Uniwersytetu Jagiellońskiego Collegium Medicum w Krakowie.

## Życiorys
Ukończył II Liceum Ogólnokształcące o profilu matematyczno-fizycznym w Przemyślu. Studia wyższe na Uniwersytecie Jagiellońskim – Wydział Lekarski w Krakowie ukończył w 1996 roku. Od początku swojej pracy zawodowej jest związany z Kliniką Hematologii Szpitala Uniwersyteckiego w Krakowie, najpierw jako młodszy asystent w latach 1996–2004, a po uzyskaniu I i II stopnia specjalizacji z chorób wewnętrznych, odpowiednio w roku 2000 i 2004, na stanowisku starszego asystenta.
W 2003 roku na Wydziale Lekarskim UJ CM obronił pracę doktorską pt. „Cytokiny w patogenezie szpiczaka mnogiego”. W 2007 roku został specjalistą hematologiem. Jest współzałożycielem i prezesem działającej od listopada 2008 roku Fundacji Centrum Leczenia Szpiczaka w Krakowie, która od początku powstania została organizacją pożytku publicznego i ściśle współpracuje z Kliniką Hematologii Szpitala Uniwersyteckiego. Założyciel Krakowskiej Grupy Wsparcia dla pacjentów i ich rodzin z chorobami nowotworowymi. Od 1 października 2014 roku był adiunktem w Katedrze Hematologii UJ CM. W 2016 roku uzyskał stopień dr hab. na podstawie dorobku oraz pracy „Szpiczak plazmocytowy – wybrane zagadnienia dotyczące biologii i leczenia”.  
Od 22 maja 2019 roku jest zatrudniony na stanowisku profesora uczelni w UJ CM w Katedrze Hematologii. Postanowieniem Prezydenta RP, Andrzeja Dudy, z 28 września 2021 roku otrzymał tytuł profesora nauk medycznych i nauk o zdrowiu w dyscyplinie nauki medyczne.
Od roku 2023 jest członkiem Komisji Historii i Filozofii Medycyny Polskiej Akademii Nauk.
https://krakow.pan.pl/pl/komisje-naukowe?view=article&id=71:sklad-komisji-historii-i-filozofii-medycyny&catid=2:uncategorised
Od roku 2025 jest członkiem korespondentem Wydziału V Lekarskiego Polskiej Akademii Umiejętności.
https://pau.krakow.pl/index.php/pl/struktura/wydzialy-i-komisje/wydzial-v-lekarski

## Publikacje
Jest autorem ponad 250 publikacji naukowych oraz redaktorem siedmiu monografii książkowych z zakresu klinicznej hematologii. 
Dane bibliometryczne publikacji w czasopismach na podstawie Bibliografii UJ CM oraz Web of Science Core Collection: Suma Impact Factor: 910,1141; Suma pkt. Ministerstwa: 10876,52; Liczba cytowań: 2568; Liczba cytowań bez autocytowań: 2464; Współczynnik Hirscha (dot. wszystkich publikacji): 24. Ponadto: Listy do redakcji, komentarze i artykuły redakcyjne: 7. IF: 64,894 / pkt. Ministerstwa: 765.

## Nagrody i wyróżnienia
W 2015 roku został uhonorowany jubileuszowym medalem 650-lecia Uniwersytetu Jagiellońskiego w uznaniu wieloletniej pracy lekarskiej i naukowej. W 2016 roku otrzymał wyróżnienie „Amicus Hominum” – dla osób działających na rzecz dobra innych od Marszałka Województwa Małopolskiego. W 2017 roku został uhonorowany nagrodą I stopnia Ministra Nauki i Szkolnictwa Wyższego za osiągnięcia naukowe. W czerwcu 2018 roku otrzymał Nagrodę imienia Tadeusza Browicza od Polskiej Akademii Umiejętności za opracowanie oryginalnego indeksu prognostycznego w pierwotnej białaczce plazmocytowej. W lutym 2021 roku został uhonorowany nagrodą Ministra Edukacji i Nauki za znaczące osiągnięcia w zakresie działalności naukowej. W 2023 roku odznaczony przez Prezydenta RP medalem stulecia odzyskanej niepodległości oraz uhonorowany odznaką Honoris Gratia przez Prezydenta Miasta Krakowa. Promotor trzech doktoratów – dr Sarah Goldman-Mazur,  dr Olga Czerwińska-Ledwig oraz dr Anna Suska. Członek Rady Naukowej miesięcznika „Świat Lekarza”.

## Członkostwo w towarzystwach naukowych
Jest członkiem Prezydium Polskiej Grupy Szpiczakowej Polskiego Towarzystwa Hematologów i Transfuzjologów, Międzynarodowej Grupy Roboczej ds. Szpiczaka Mnogiego (IMWG), Europejskiego Towarzystwa Hematologicznego (EHA), Amerykańskiego Towarzystwa Hematologicznego (ASH), Międzynarodowego Towarzystwa ds. Szpiczaka (IMS). Od stycznia 2017 roku jest Przewodniczącym Oddziału Krakowskiego Polskiego Towarzystwa Hematologów i Transfuzjologów oraz prowadzi aktywnie działalność naukową w Krakowie.